# Vodní cesty v Česku

## Součásti a správa vodní cesty
- Opevnění břehů, plavební mosty, plavební tunely a lodní propusti
- Plavební znaky na hladině, na březích, na mostech
- Zařízení pro regulaci stavu vody, nádrž pro zlepšování průtoku
- Plavební komory, lodní zdvihadla a železnice
- Vyvozovací a vodící zařízení (boje, záchytné kůly, dopravní majáky)
- Pohyblivé můstky a ostatní zařízení přístavišť
- Zařízení a objekty sloužící k provozu vodní cesty

Vodní cestu spravuje její vlastník nebo správce, který je povinen zajistit provozování plavby a řádně je značit plavebními znaky. Stavby na sledované vodní cesty lze zřizovat jen se souhlasem plavebního úřadu, stejně i u přístavu.
Provozovatel přístavu je povinen:
- Vyznačit plavebními znaky vodní část přístavu, která není určena k veřejnému užívání
- Umožnit provozovatelům plavidel užívání přístavu. Plavidla naložena nebezpečným zbožím smí užívat veřejný přístav, jen pokud mají povolení plavebního úřadu (PÚ).

## Klasifikace sledovaných vodních cest
Dělí se na:
- Vodní cesty dopravně významné
  - Vodní cesty využívané
  - Vodní cesty využitelné / nevyužívané
- Vodní cesty účelové – je provozována pouze rekreační plavba

## Využívané vodní cesty

### Labská vodní cesta
- od říčního km 973,5 (Kunětice) po říční km 951,2 (nadjezí zdymadla Přelouč),
- od říčního km 949,1 (2,080 km od osy jezu Přelouč) po říční km 726,6 (státní hranice se Spolkovou republikou Německo), včetně plavební dráhy vymezené na vodní ploše Velké Žernoseky plavebními znaky

Pro ČR má rozhodující význam. Je pomocí sítě průplavů napojena na celou Západní Evropu, Odru a tím i Baltské moře a novým průplavem Rýn – Mohan – Dunaj i na Balkán. Labe pramení na Jižních svazích Krkonoš (na Labské louce) ve výšce 1 384 m n. m. Má dva prameny – Labský potok a Bílé Labe. Celková délka Labe je 1 171 km (z toho je 374,4 km na českém území). Z celkového povodí 144 055 km² patří ČR 51 399 km².

#### Splavnost Labe
Kilometrování začíná nulou na Mělníku oběma směry, po proudu i proti proudu.
Na hranicích s Německem začíná znovu od řkm (říční km) 0,00 a bere se v úvahu levý břeh.
Celý úsek středního Labe z Chvaletic do Mělníka je splavný pro plavidla 1 200 t, délky 83 m, šířky 11,5 m s ponorem 180 cm (220 cm). Od Chvaletic přes Kolín, Mělník do Střekova je Labe pomocí jezů a plaveb. komor kanalizováno. Regulovaný úsek ze Střekova na hranice je úsek nejobtížnější s nedostatečnou plavební hloubkou, s kamenitým řečištěm a nejužší plaveb. dráhou (potřeba úsek kanalizovat naráží na odpor ochránců přírody).
Z plavebního hlediska lze Labe rozdělit:
1. úsek – kanalizované Labe z Mělníka do Chvaletic – splavný pro celou plavbu
2. úsek – kanalizované Labe z Chvaletic do Vrchlabí – splavný pro sportovní lodě
3. úsek – kanalizované Labe z Mělníka do Střekova – splavný pro velkou plavbu
4. úsek – regulované Labe ze Střekova na stát. hranice – splavný pro velkou plavbu

### Vltavská vodní cesta
- od říčního km 91,5 (Třebenice) po soutok s vodním tokem Labe, včetně vyústní části vodního toku Berounky po přístav Radotín,
- od říčního km 239,6 (České Budějovice) po říční km 91,5 (Třebenice) jen pro plavidla o nosnosti do 300 tun.

Rozdělení z plavebního hlediska:
1. úsek – kanalizovaná Vltava z Mělníka řkm 0,00 do Slap řkm 91,7. Splavná pro velkou plavbu (plavidlo o nosnosti do 1 000 t, šířky 10,6 m a ponoru 180 cm).
2. úsek – kanalizovaná Vltava ze Slap řkm 91,7 do Českých Budějovic řkm 245. Splavná místně pro velkou plavbu, jinak je tento úsek splavný jen pro malé lodě.
3. úsek – od Českých Budějovic k pramenu je splavný pro vory.[zdroj?] Na přehradách – místní a osobní doprava.

Vltava pramení na Šumavě ve výšce 1 172 m n. m. Má dva prameny – Teplá a Studená. Délka Vltavy po soutok s Labem je 430 km. Plocha povodí je 280 088 km². Úsek mezi Lipnem a Prahou se nazývá Vltavská vodní kaskáda.

### Morava
- od ústí vodního toku Bečvy po soutok s vodním tokem Dyje, včetně průplavu Otrokovice - Rohatec.

## Přístavy nejdůležitější pro vodní dopravu v Česku

### Labe
- Kolín, Mělník, Lovosice, Ústí nad Labem, Děčín
- Drážďany, Riesa, Magdeburg, Hamburg

### Vltava
- Praha-Smíchov; Praha-Holešovice

Střední průplav
- Braunschweig

### Dunaj
Bratislava, Komárno, Štúrovo, Budapešť, Ruse, Galac, Vídeň, Passau

### Námořní
Hamburg, Lübeck, Rostock, Wismar, Štětín, Gdyně, Gdaňsk, Brémy, Rotterdam, Antverpy

## Související článek
- Seznam sledovaných vodních cest v Česku